# Pariat

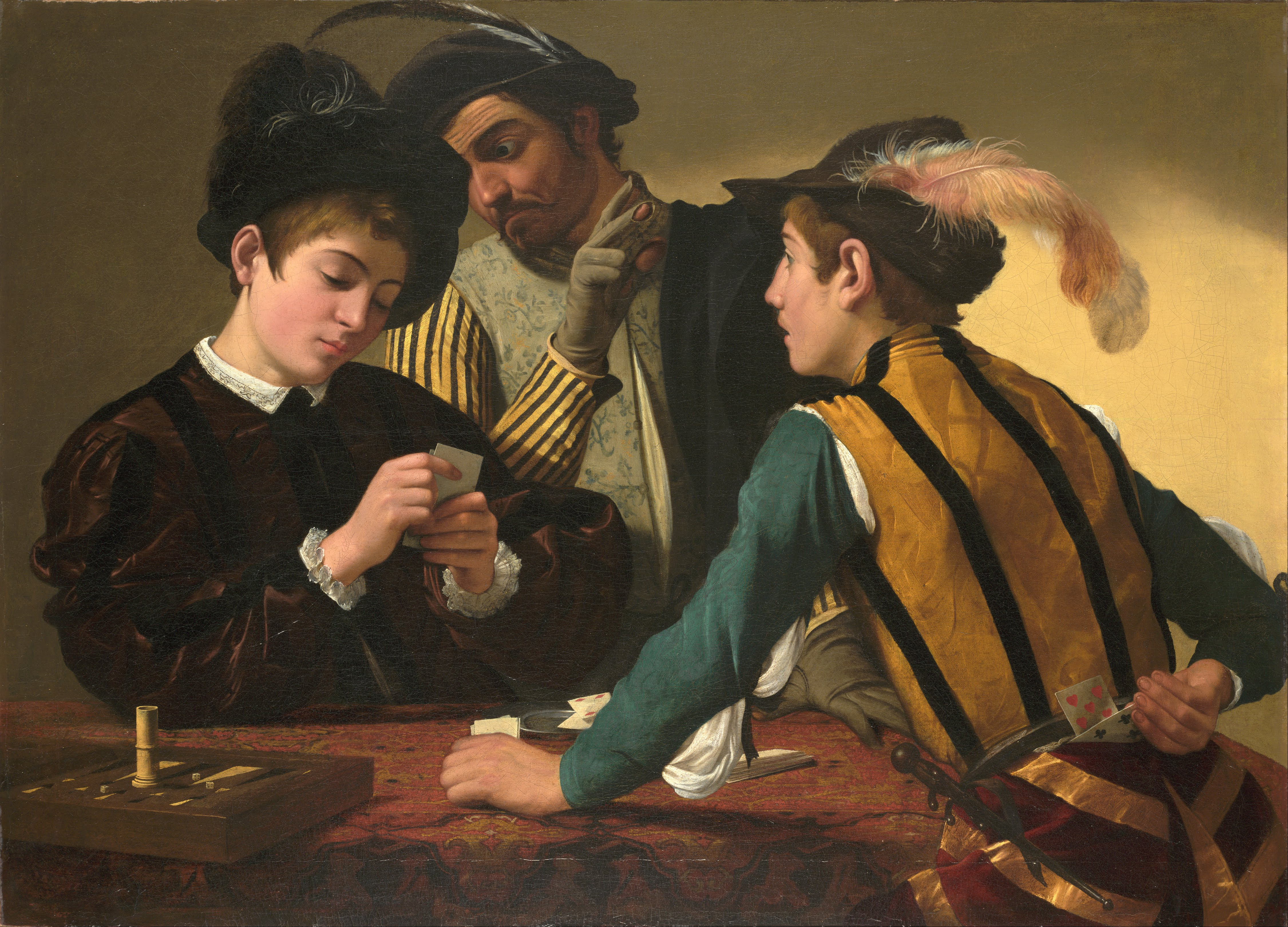
Caravaggio, The Cardsharps (c. 1594), arătând cartofori

Pariatul reprezintă parierea de bani sau ceva de valoare (denumite "mizele") pe un eveniment cu un rezultat incert, cu intenția primară de a câștiga bani sau bunuri materiale. Pariurile necesită astfel trei elemente: miză, risc (șansă) și un premiu. Rezultatul pariului este adesea imediat, cum ar fi o singură rolă de zaruri, o rotire a unei rulete sau un cal care traversează linia de sosire, dar și rame mai lungi sunt, de asemenea, comune, permițând pariurile privind rezultatul unui viitor concurs sportiv sau chiar un întreg sezon sportiv.
Termenul "jocuri" în acest context se referă de obicei la cazurile în care activitatea a fost permisă în mod expres de lege. Cele două cuvinte nu se exclud reciproc; adică o companie de "jocuri de noroc" oferă publicului activități [legale] de "jocuri de noroc" și poate fi reglementată de unul dintre multele consiliul de control al jocurilor de noroc, de exemplu, Consiliul de Control din Nevada pentru jocuri. Cu toate acestea, această distincție nu este observată universal în lumea vorbitorilor de limbă engleză. De exemplu, în Regatul Unit, autoritatea de reglementare a activităților de jocuri de noroc este numită Comisia pentru jocuri de noroc (nu Comisia pentru jocuri de noroc). Cuvântul jocuri de noroc este folosit mai frecvent la creșterea jocurilor pe calculator și video pentru a descrie activități care nu implică în mod necesar pariuri, în special jocurile de noroc online, cu noua utilizare care încă nu a înlocuit vechea utilizare ca definiție principală în dicționarele obișnuite.

## Jocurile de noroc în diferite țări

### Ucraina
Parlamentul a interzis jocurile de noroc în 2009, după un incendiu într-o sală de jocuri de noroc din Dnepropetrovsk în mai 2009, care a ucis nouă persoane.
Pe 14 iulie 2020, parlamentul a legalizat din nou jocurile de noroc, deși cu respectarea regulilor și a restricțiilor de vârstă (vârsta minimă este de 22 de ani).

### India
Doar trei state permit să funcționeze cazinourile Goa, Daman și Sikkim. Statele Meghalaya și Nagaland permit să funcționeze jocurile de noroc virtuale.
În ciuda legislației prohibitive, jocurile de noroc ilegale sunt larg răspândite în toată țara. Piața indiană a jocurilor de noroc este estimată la 90 de miliarde de dolari pe an, din care aproximativ jumătate sunt pariuri ilegale.

### Statele Unite ale Americii
Fiecare stat din Statele Unite ale Americii are propriile legi care reglementează sau interzic jocurile de noroc.
Statele care permit cazinourile și forme similare de jocuri de noroc au adesea reguli stricte de zonare pentru a le ține departe de școli și zone rezidențiale.
Unele triburi de aborigeni americani dețin cazinouri pe pământurile lor tribale pentru a oferi locuri de muncă și venituri guvernului și membrilor tribului lor. Activitățile lor sunt monitorizate de Comisia națională indiană pentru jocuri (National Indian Gaming Commission).

### Mexic
Jocurile de noroc sunt o activitate permisă în Mexic, sub rezerva obținerii permisiunii guvernamentale corespunzătoare de la autoritatea competentă mexicană.
Jocurile Bingo pot fi desfășurate numai în scopuri de strângere de fonduri de către organizațiile caritabile respective.
La nivel federal vârsta legală pentru jocuri de noroc este de 18 ani.